# Fédération Équestre Internationale
Fédération Équestre Internationale (FEI), på svenska Internationella ridsportförbundet, är världsförbundet för ridsport. Det bildades 1921 i Lausanne av åtta nationsförbund Belgien, Danmark, Frankrike, Italien, Japan, Norge, Sverige och USA.

## Grenar
Förbundet reglerar tio sporter, varav åtta globalt
- Fälttävlan - Olympisk gren
- Banhoppning - Olympisk gren
- Dressyr - Olympisk gren
- Distansritt
- Körning
- Voltige
- Reining
- Paradressyr - Paralympisk gren

Två grenar är endast regionala.
- Tentpegging
- Horseball

## Tävlingar

### Olympiska och Paralympiska spel
Banhoppning, dressyr och fälttävlan har varit en stående del av de Olympiska spelen sedan 1912. Paradressyr har varit en del av Paralympiska spelen sedan 1996.

### Ryttar-VM
Det första samlade Ryttar-VM arrangerades 1990 i Stockholm, därefter arrangeras dessa vart fjärde år. Från och med spelen 2012 är även Paradressyr inkluderat i det samlade världsmästerskapet.

### Världscuper
- Världscupen i hästhoppning
- Världscupen i dressyr
- Världscupen i fälttävlan

### Gradering av tävlingar
- Concours de Saut International graderingssystemet för internationella tävlingar inom banhoppning.
- Concours Complet International graderingssystemet för internationella tävlingar inom fälttävlan.
- Concours de Dressage International graderingssystemet för internationella tävlingar inom dressyr.

## Ordförander
| Nr | Ordförande                            | Period    |
| -- | ------------------------------------- | --------- |
| 1  | Baron du Teil                         | 1921–1927 |
| 2  | General Gerrit Johannes Maris         | 1927–1929 |
| 3  | Major Jhkr Karl F. Quarles van Ufford | 1929–1931 |
| 4  | Guy Henry                             | 1931–1935 |
| 5  | Baron Max Von Holzing-Bertstett       | 1935–1936 |
| 6  | Major Jhkr Karl F. Quarles van Ufford | 1936–1939 |
| 7  | Magnus Rydman                         | 1939–1946 |
| 8  | Baron Gaston de Trannoy               | 1946–1954 |
| 9  | Bernhard av Lippe-Biesterfeld         | 1954–1964 |
| 10 | Prins Philip                          | 1964–1986 |
| 11 | Prinsessan Anne                       | 1986–1994 |
| 12 | Maria del Pilar                       | 1994–2006 |
| 13 | Haya bint Al Hussein                  | 2006-2014 |
| 14 | Ingmar De Vos                         | 2014–     |

## Medlemmar
- Albanien
- Algeriet
- Amerikanska Jungfruöarna
- Andorra
- Antigua och Barbuda
- Argentina
- Armenien
- Australien
- Azerbajdzjan
- Bahamas
- Belgien
- Bermuda
- Bosnien och Hercegovina
- Bolivia
- Botswana
- Brasilien
- Bahrain
- Brunei
- Bulgarien
- Caymanöarna
- Chile
- Colombia
- Costa Rica
- Cypern
- Danmark
- Dominikanska republiken
- Ecuador
- Egypten
- El Salvador
- Elfenbenskusten
- Estland
- Etiopien
- Filippinerna
- Finland
- Frankrike
- Förenade arabemiraten
- Georgien
- Grekland
- Guatemala
- Haiti
- Honduras
- Hongkong
- Indien
- Indonesien
- Iran
- Irak
- Irland
- Island
- Israel
- Italien
- Jamaica
- Japan
- Jemen
- Jordanien
- Kambodja
- Kanada
- Kazakstan
- Kenya
- Kina
- Kinesiska Taipei
- Kirgizistan
- Kongo-Kinshasa
- Kroatien
- Kuba
- Kuwait
- Lettland
- Libanon
- Libyen
- Liechtenstein
- Litauen
- Luxemburg
- Madagaskar
- Marocko
- Malawi
- Malaysia
- Malta
- Mauritius
- Moldavien
- Mexiko
- Monaco
- Mongoliet
- Myanmar
- Namibia
- Nederländerna
- Nicaragua
- Nordkorea
- Nordmakedonien
- Norge
- Nya Zeeland
- Oman
- Pakistan
- Palestina
- Panama
- Paraguay
- Peru
- Polen
- Portugal
- Puerto Rico
- Qatar
- Rumänien
- Ryssland
- San Marino
- Saudiarabien
- Schweiz
- Senegal
- Serbien
- Singapore
- Slovakien
- Slovenien
- Spanien
- Sri Lanka
- Storbritannien
- Sudan
- Sverige
- Swaziland
- Sydafrika
- Sydkorea
- Syrien
- Thailand
- Tjeckien
- Trinidad och Tobago
- Tunisien
- Turkiet
- Turkmenistan
- Tyskland
- Ukraina
- Ungern
- Uruguay
- USA
- Uzbekistan
- Venezuela
- Vitryssland
- Zambia
- Zimbabwe
- Österrike